# Bongbang-dong
Bongbang-dong (koreanska: 봉방동) är en stadsdel i staden Chungju i provinsen Norra Chungcheong i den centrala delen av i Sydkorea, 110 km sydost om huvudstaden Seoul.
Chungjus järnvägsstation ligger i Bongbang-dong.